# 권모술수
권모술수(權謀術數)는 마키아벨리즘과 거의 같은 뜻으로 쓰이며 정치적인 책동이나 술책, 임기응변적인 책략 등의 뜻이다. 권력의 획득·유지·증대를 위해서는 수단을 가리지 않고 오히려 결과의 정당성에 의해서 수단이 갖는 반도덕성을 정당화한다는 내용을 가진 일종의 전술개념이다. 권모는 현실정책이나 권력정치의 관념에 비해서 미시적·기술적인 측면을 갖고 있다.
비슷한 글: '중상모략'(中傷謀略) 상대방을 중상하고 모략하여 피해를 주는 행위.  중상(中傷)이란 근거 없는 말로 남을 헐뜯어 명예나 지위를 손상시킨다는 뜻이고, 모략(謀略)은 사실을 왜곡하거나 속임수를 써 남을 해롭게 하는 행위를 가리킴.